# Alois Lutz
Alois Lutz (1888 – 1918) osztrák műkorcsolyázó, a Lutz nevű ugrásfajta kitalálója. Versenyen először ezt 1913-ban ugrotta.

## Külső hivatkozások
- Britannica